# アタカマ塩原

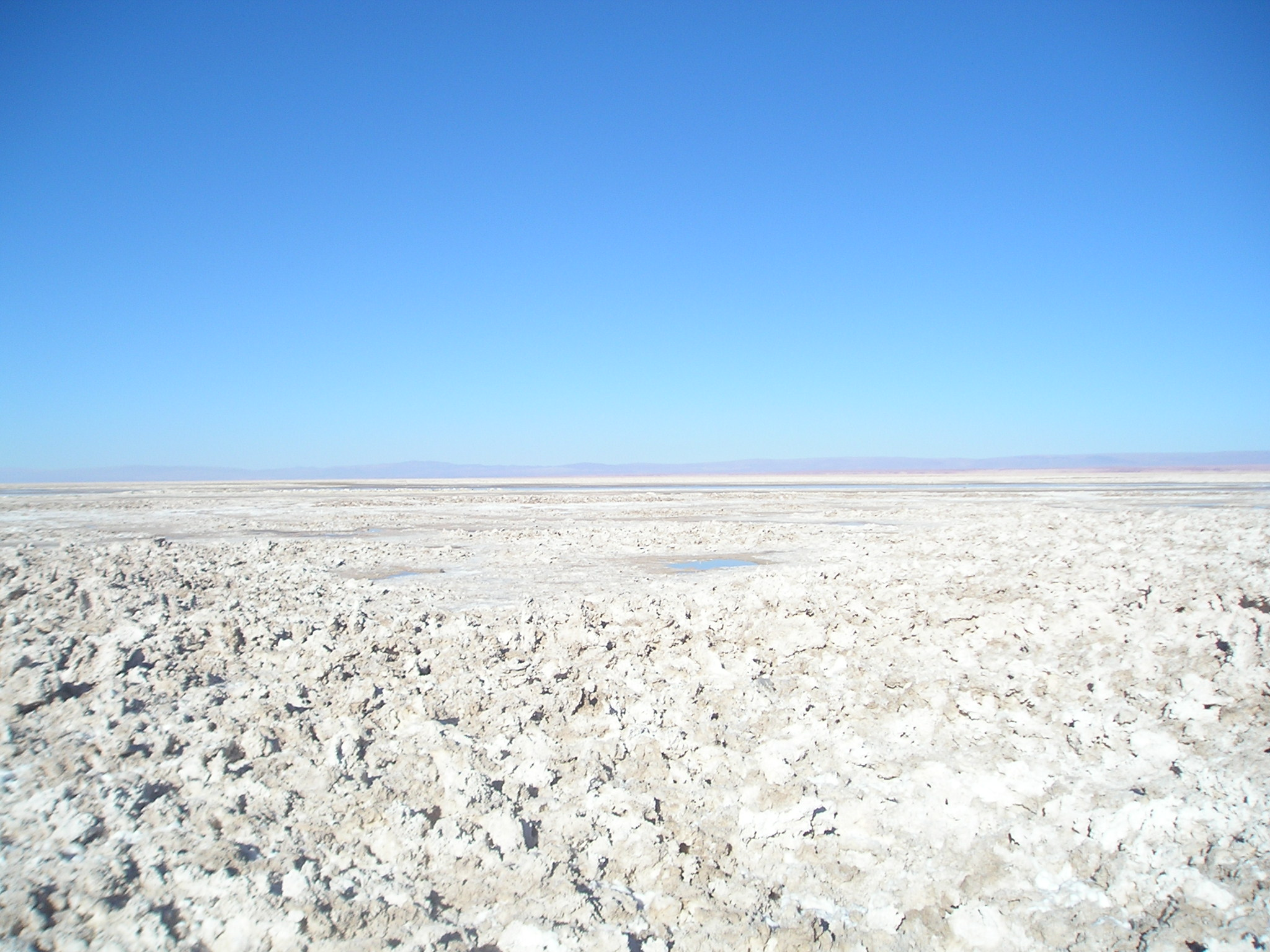
アタカマ塩原

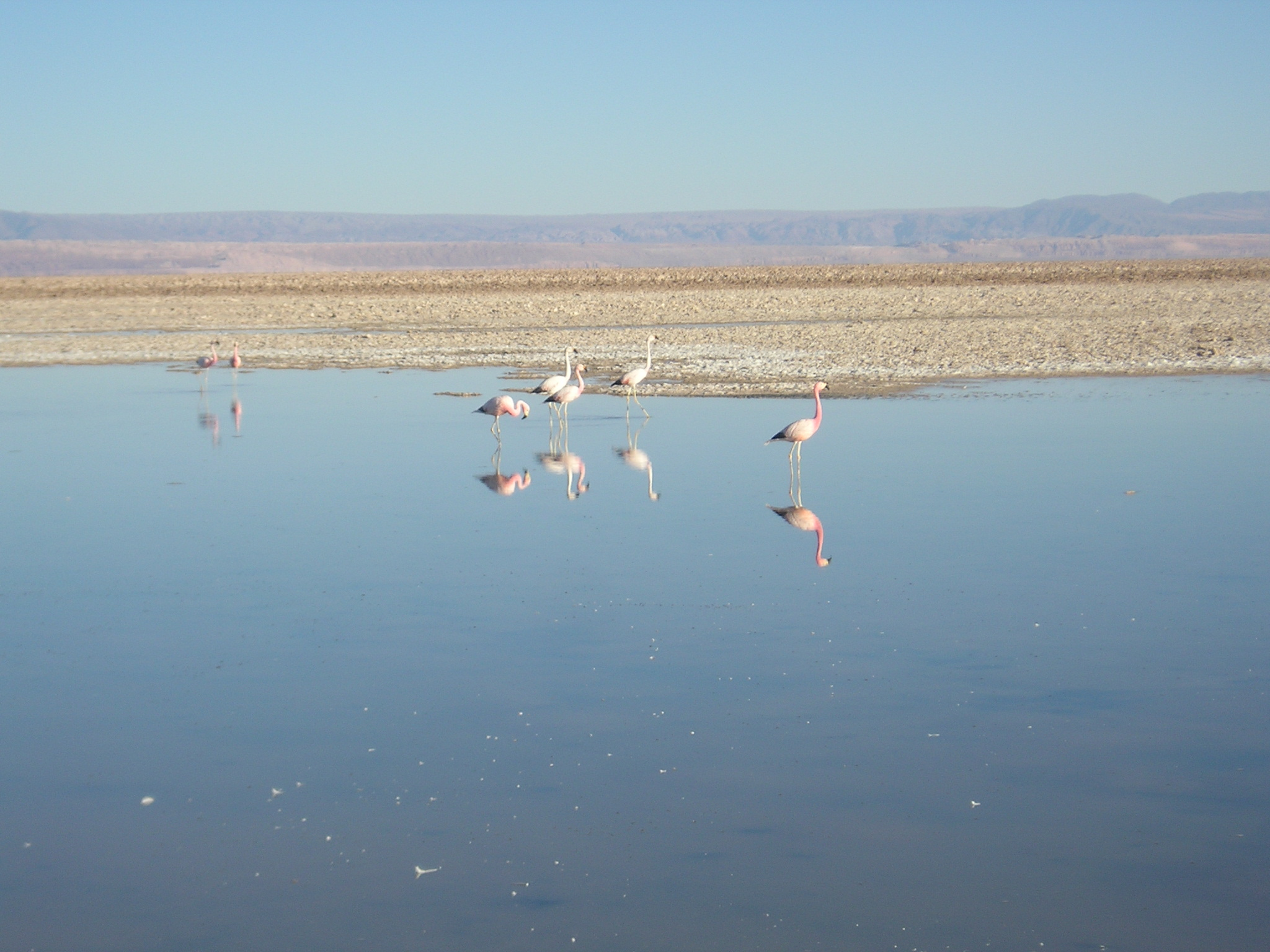
アタカマ塩原のチャクサ湖（Laguna Chaxa）にいるアンデスフラミンゴ

アタカマ塩原（アタカマえんげん、スペイン語: Salar de Atacama）は、チリ最大の塩類平原（salt flat、ソルト・フラット）である。一般に「アタカマ塩湖」とも呼ばれる。サンペドロ・デ・アタカマの南55キロメートル（34マイル）の地にあり、山々に囲まれていて外部へ水が流出できない。東はアンデス山脈の主山脈、西はアンデス山脈の第2山脈であるドメイコ山脈（Cordillera de Domeyko）が連なっている。その景観を成するのは、リカンカブール山、アカマラチ火山（Acamarachi）、アグアス・カリエンテス火山（Aguas Calientes）、そしてチリで最も活発な活火山であるラスカル火山（Láscar）といった複数の大きな火山である。それらはアタカマ塩原の東側で南北方向の火山列を形成し、アタカマ塩原と小さな内陸流域とを分断している。
チリーフラミンゴ、コバシフラミンゴ、アンデスフラミンゴの3種のフラミンゴおよびヒメウズラシギ、アメリカヒレアシシギの生息地として、1996年にラムサール条約登録地となった。

## 特徴
この塩類平原は3,000平方キロメートルの広さがあり、長さ約100キロメートル、幅80キロメートルにおよぶ。ボリビアのウユニ塩原（Salar de Uyuni、10,582平方キロメートル）に次ぎアメリカ州で2番目に大きく、同時に世界でも2番目の大きさでもある。平均高度は海抜2,300メートル。この塩類平原の中心部分は非常に起伏のある土地であるが、これは定期的に少量の雨が降るウユニ塩原のような他の塩類平原とは異なり、この地域に永続的に水がないためである。
アタカマ塩原内のいくつかの地域は、ロス・フラメンコス保護区の一部を形成している。
塩原にはバロス・ネグロス湖、チャクサ湖などの湖がある。アタカマ塩原のセハス湖（Lagunas Cejas）というラグーンは、チリのサン・ペドロから18キロメートルの地にある。それは濃度40%の塩分を含み、死海のような浮遊効果が見られる。

## 資源開発
アタカマ塩原のリチウム埋蔵量は全世界の27%にもおよぶ。同じ南米にあるウユニ塩原、リンコン塩原と合わせると全世界の8割を占め、電気自動車の充電式電池として使用されるリチウムイオン電池の原料生産地として世界的に注目を浴びている。
2021年、チリ政府は国内の40万トン相当のリチウム資源開発権を国際入札にかけることを発表。一度は入札が行われチリ国内の企業や中国のBYDなどが落札したものの、直後に裁判所が開発の中止を求める地元の知事および地域住民からの訴えを認めたことから、入札は手続き段階で中止された。

## 画像

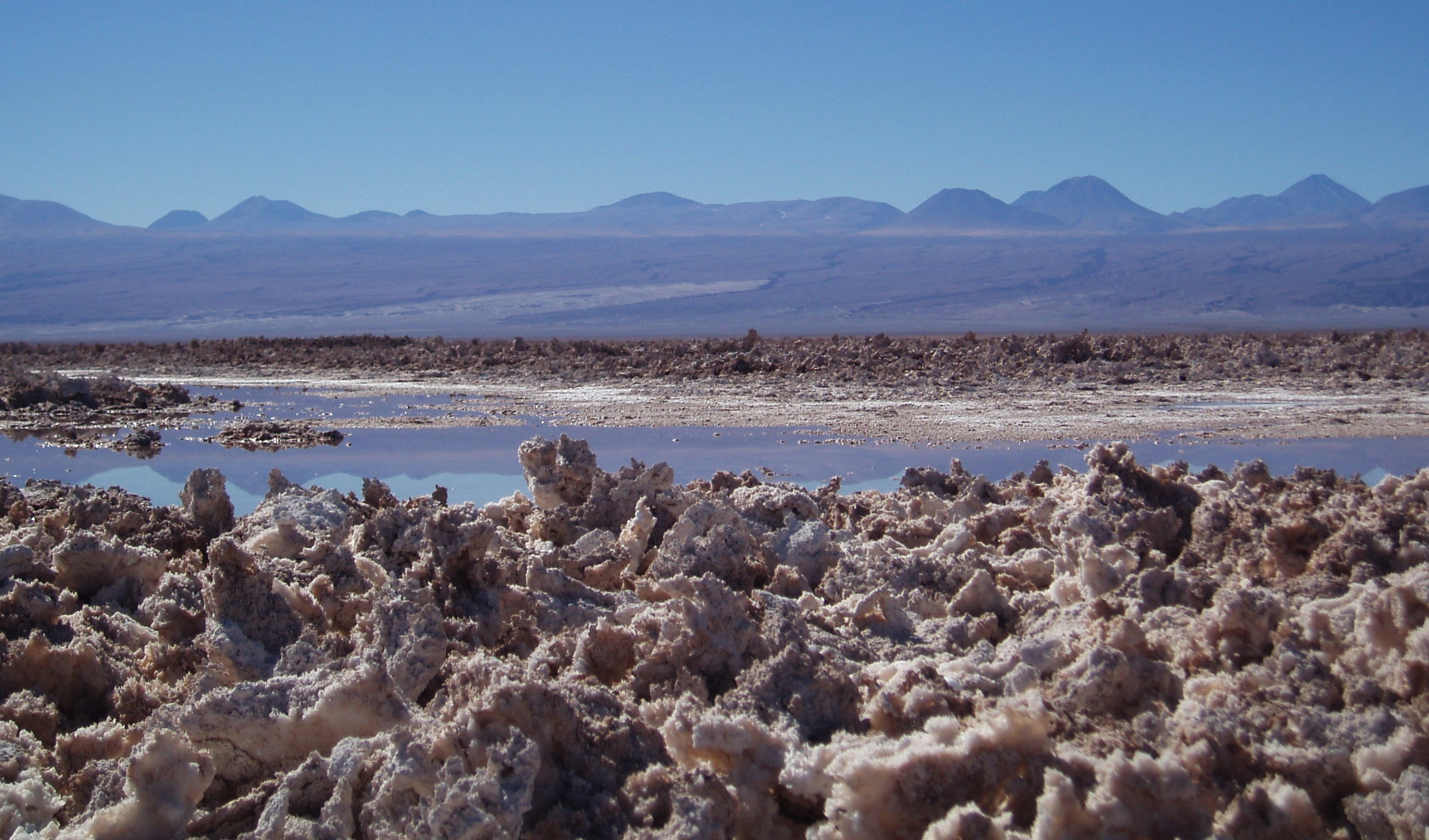
アタカマ塩原
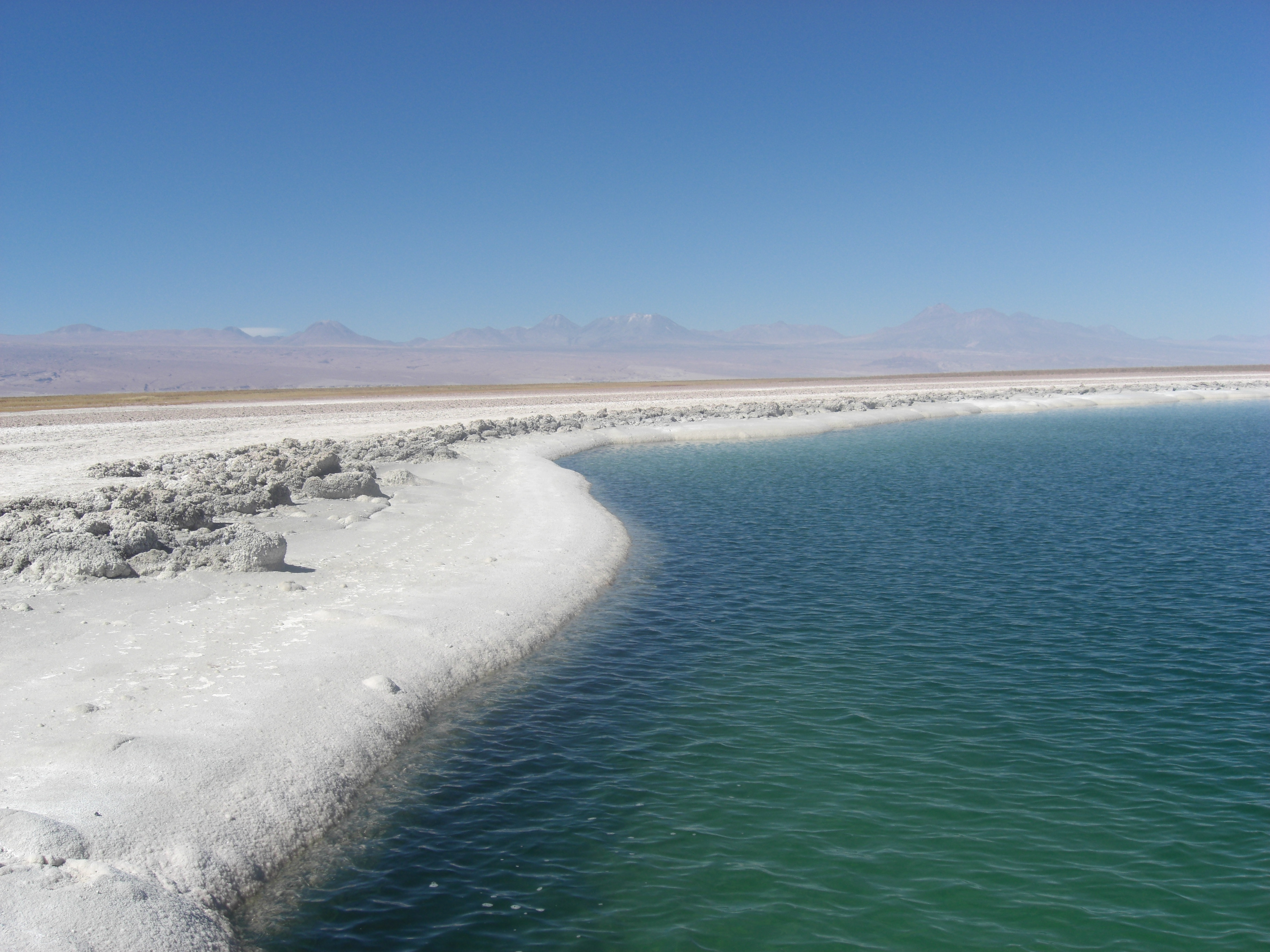
セハス湖 （Laguna Cejas）
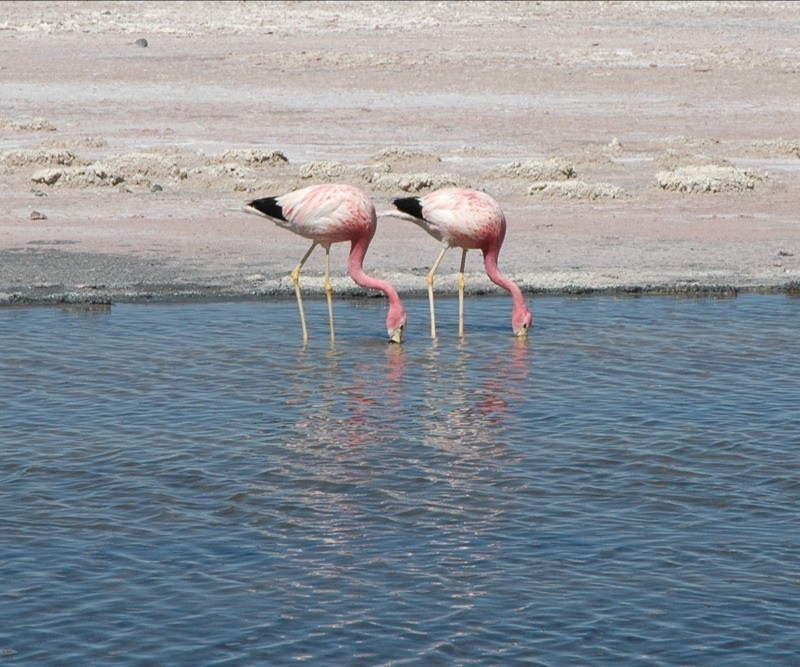
アンデスフラミンゴ